# Sajaniemi
Sajaniemi este o arie protejată (arie de protecție specială avifaunistică — SPA) din Finlanda întinsă pe o suprafață de 82 ha, integral pe uscat.

## Localizare
Centrul sitului Sajaniemi este situat la coordonatele 61°06′37″N 24°57′13″E / 61.1103°N 24.9536°E.

## Înființare
Situl Sajaniemi a fost declarat arie de protecție specială avifaunistică în august 1998 pentru a proteja 5 specii de animale.

## Biodiversitate
Situată în ecoregiunea boreală, aria protejată nu include niciun habitat protejat.
La baza desemnării sitului se află mai multe specii protejate de  păsări (5): cocoșul de mesteacăn (Bonasa bonasia), ciocănitoare neagră (Dryocopus martius), muscar (Ficedula parva), ciocănitoare de munte (Picoides tridactylus),  cocoș de munte (Tetrao urogallus).
Pe lângă speciile protejate, pe teritoriul sitului au mai fost identificate 2 specii de plante, 1 specie de mamifere, 1 specie de nevertebrate, 2 specii de pești.